# Cruiser (bicyclette)
Pour les articles homonymes, voir Cruiser (homonymie).

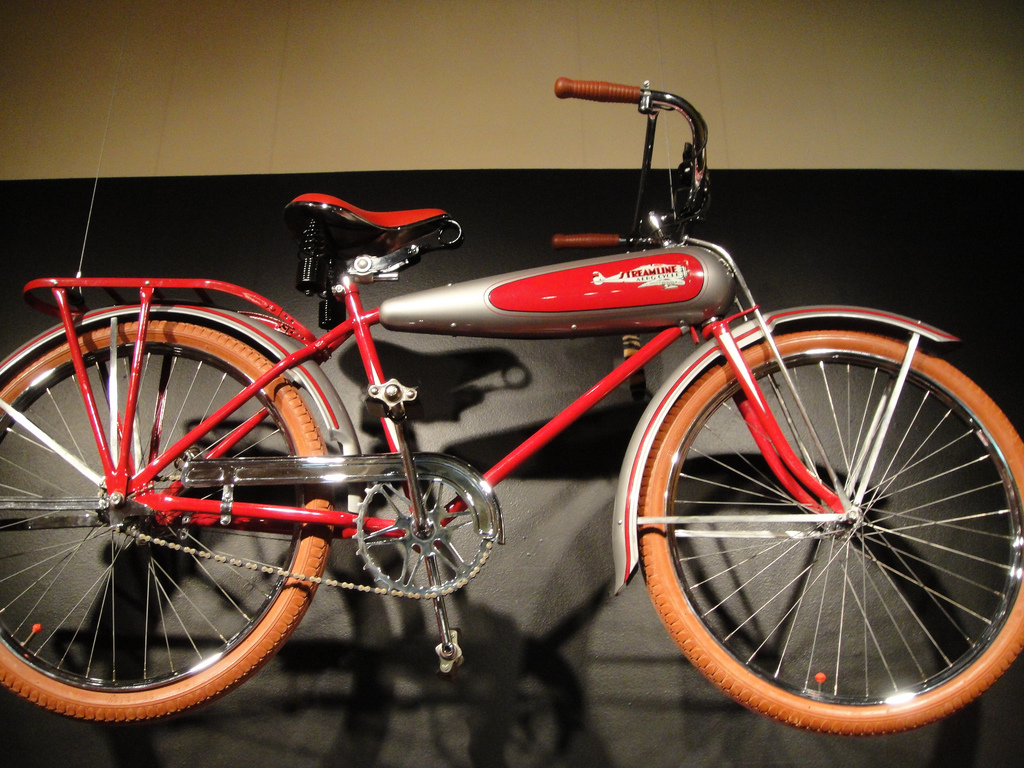
Schwinn AeroCycle au Longmont Museum & Cultural Center.

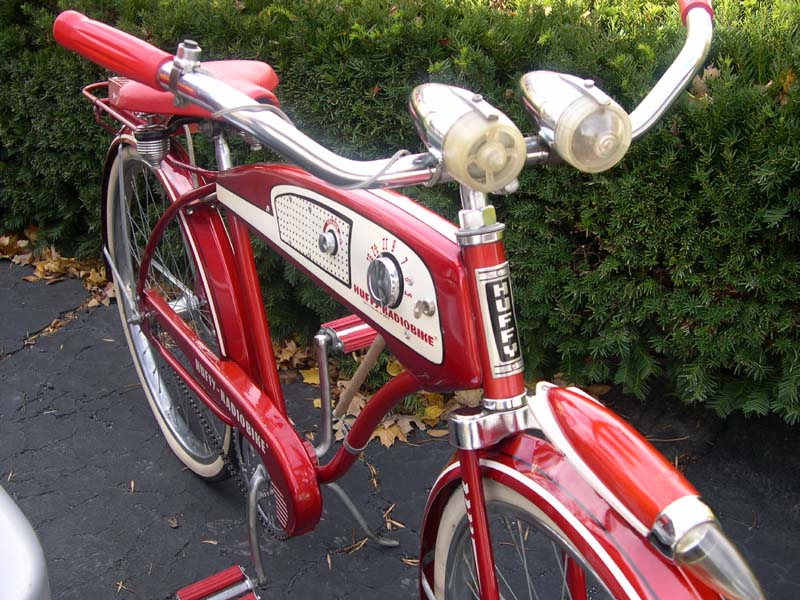
Un modèle Radio de Huffy, dans les années 1950.

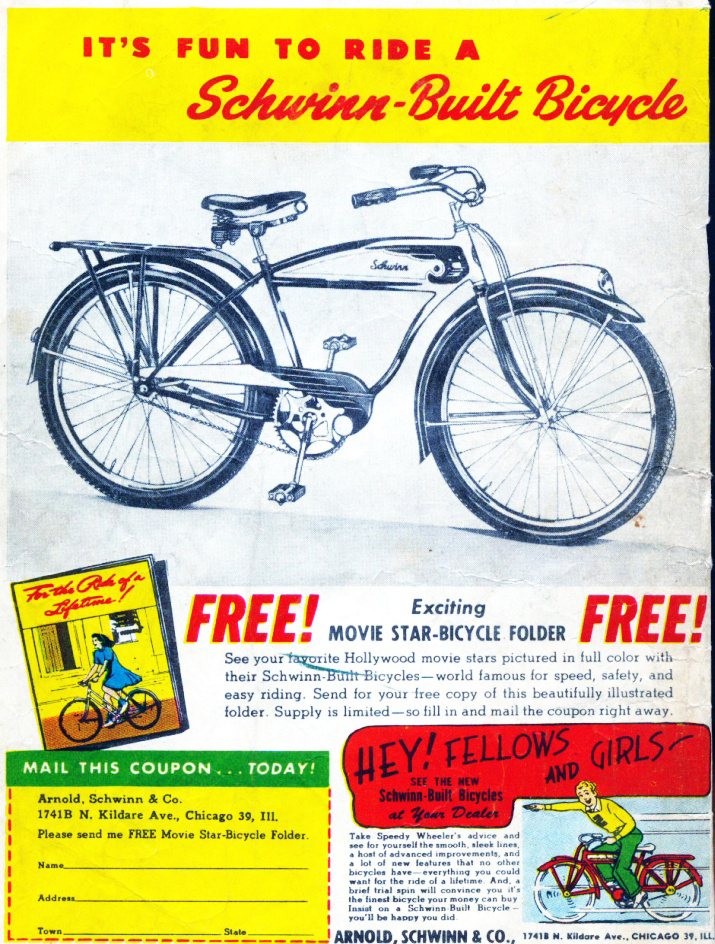
Une publicité de 1946 pour un cruiser Schwinn.

Le cruiser, aussi appelé beach cruiser (vélo de plage), est un type de bicyclette apparu dans les années 1930 aux États-Unis. Il est caractérisé par l'utilisation de pneus ballons, une position droite, une transmission mono vitesse  et un cadre en acier de facture simple, souvent constitué d'un double tube supérieur.
Le cruiser, connu pour sa robustesse et son poids important, est le type de bicyclette le plus populaire aux États-Unis des années 1930 aux années 1950. Typiquement américain, le cruiser n'est que très peu présent en dehors des États-Unis. Il retrouve une certaine popularité depuis la fin des années 1990, en tant que vélo vintage et vélo de collection.

## Historique

### Développement
Le fabricant américain de bicyclettes Schwinn invente le cruiser à un moment où les ventes de bicyclettes ont fortement décliné aux États-Unis à la suite de la Grande Dépression. Peu de vélos sont achetés par les adultes, car perçus comme un objet de luxe conçu pour les loisirs ou le sport. Schwinn conçoit alors un produit abordable et résistant, le Schwinn B-10E Motorbike, destiné au marché plus stable et important des adolescents. Le B-10E est une imitation de motocyclette, avec notamment un faux réservoir. En 1933, Schwinn importe d'autres caractéristiques venant de ses anciennes marques de moto des années 1920, Excelsior-Henderson (en), notamment un cadre en diamant « cantilever » avec un double tube supérieur, et des pneus ballons de large section (2.125 pouces) venant d'Allemagne. Ce type de vélo est bien plus résistant que les précédents modèles, et en à peine deux ans, les autres constructeurs de cycles emboîtent le pas à Schwinn. Le poids souvent important (plus de 20 kg), une transmission mono-vitesse, et des pneus larges, le destine par contre avant tout aux terrains plats.
En 1934, Schwinn retravaille le B-10E, et le renomme Aerocycle. Bien que n'apportant pas d'amélioration technique, son profil de cadre effilé, son faux réservoir, et le phare avant à batterie définit le look standard du cruiser. Ces éléments sont repris dans les modèles récents de cruisers.

### L'apogée des années 1950
Les cruisers sont populaires pendant les années 1930 et 1940, et remportent également un grand succès après la Seconde Guerre mondiale. Ils sont très appréciés des distributeurs de journaux (en) et des  coursiers.
Les fabricants de cruisers, Roadmaster, Columbia, Shelby, Monark, et Huffy proposent de nombreux gadgets et des modèles très typés pour attirer leur public principal d'enfants et d'adolescents. Sont ainsi produits un modèle Donald Duck avec une sonnette produisant un cri de canard, des modèles Cow-boy nommés d'après Gene Autry ou Hopalong Cassidy, et des accessoires comme des sacoches à frange ou des Holsters, des fourches suspendues à ressort, des avertisseurs sonores de moto, et des accessoires chromés. Le modèle Radio de la marque Huffy propose même une radio AM logée dans le tube supérieur,.

### Déclin

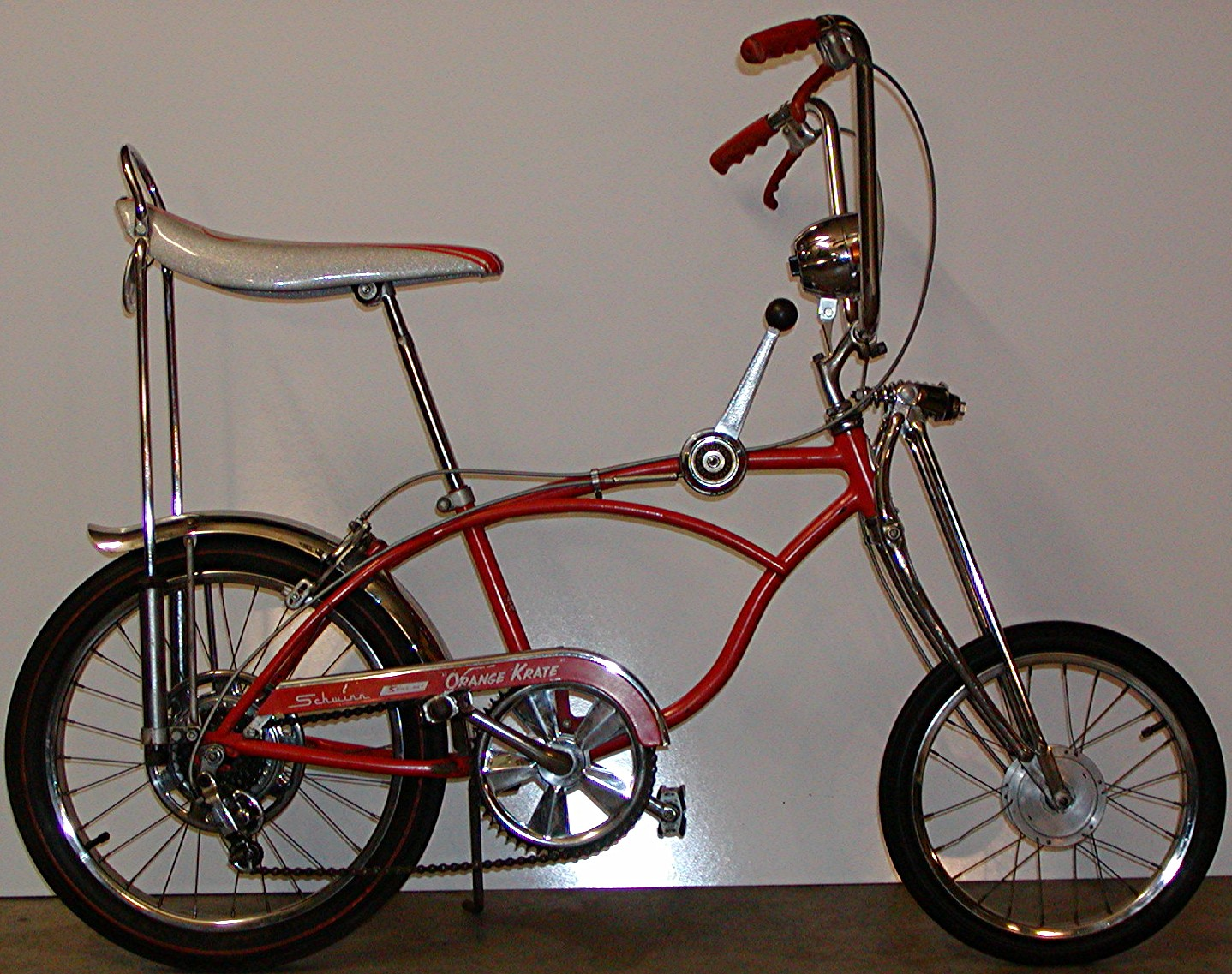
Un Schwinn Sting-Ray Orange 5 vitesses de 1968

À la fin des années 1950, de nombreux vélos sont importés d'Europe et en particulier de Grande-Bretagne, d'où le nom d'« English racers » (vélo de course anglais). Ce sont des vélos hollandais, plus légers (environ 16 kg), plus facile à contrôler, ont un moyeu 3 vitesses, de plus grandes roues et des pneus moins larges. Bien plus faciles à rouler, ils permettent de grimper plus facilement, et ont de plus en plus de succès. Les fabricants américains comme Schwinn ou Columbia commencent alors à s'inspirer des modèles européens, mais produisent malgré tout des modèles lourds et peu concurrentiels face aux modèles Européens. Malgré une tentative des constructeurs américains d'augmenter les droits de douane sur les modèles importés d'Europe, ces derniers prennent 40 % du marché adulte, notamment les constructeurs anglais Raleigh, Hercules Cycle and Motor Company (en), et BSA Cycles.
Dans les années 1960, de nouveaux types de bicyclettes destinées aux enfants viennent concurrencer les cruisers aux États-Unis. Ce sont les Lowrider bikes et les Wheelie bikes, conçus pour ressembler à un chopper. Ce sont des vélos à petites roues, une selle dite « banane » de par sa forme et un guidon très haut et relevé. Ce genre de modèles, comme le Schwinn Sting-Ray, feront monter les ventes annuelles de bicyclettes à 4 millions d'unités, un chiffre jamais atteint auparavant aux États-Unis. Au début des années 1970, de nouveaux modèles de vélos légers, équipés de dérailleurs à 10 vitesses, sur le modèle des vélo de course européens, font renaitre l'intérêt des Américains pour le cyclisme de loisir et sportif, et dominent le marché adulte.
Bien qu'obsolète à la fin des années 1960, le cruiser reste en usage pour les déplacements utilitaires et de loisirs, en particulier à la plage, d'où son surnom de « Beach Cruiser » (vélo de plage). L'appellation de « Beach Cruiser » remonte à 1976, lorsque Larry McNeely utilise le terme pour développer une marque de cruiser au magasin Recycled Cycles à Newport Beach. Les cruisers d'occasion trouvent alors une nouvelle vie en tant que mode de transport pour les vacanciers et les surfers.

## Influence et postérité

### Une inspiration pour le vélo tout-terrain

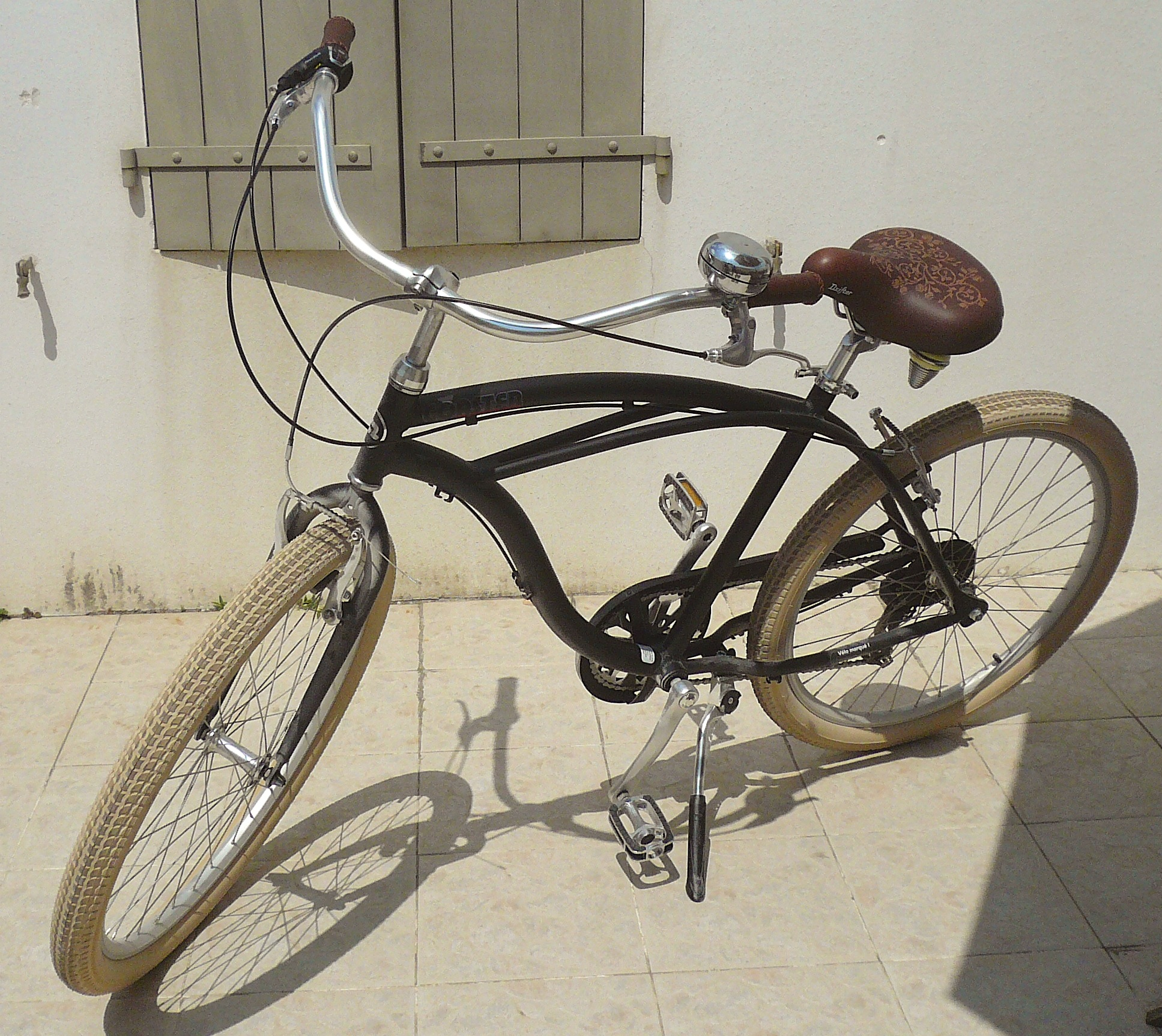
Un beach cruiser moderne, de marque Arcade, sur l'île de Ré.

Au début des années 1970, un groupe de cyclistes autour de Fairfax, dans le Comté de Marin en Californie commence à rouler sur des sentiers de montagne pour le plaisir. Ils roulent en particulier sur une route coupe-feu de forêt qui descend le Mont Tamalpais, qui devient un lieu d'expérimentation technique pour les vélos, et qui se transforme en une course, la Repack Race. 
Les conditions exigeantes, sur un terrain rocailleux, inégal et très pentu, leur font rechercher des vélos solides. Ils se tournent vers de vieux cruisers, achetés d'occasion pour 5 $. Les cruisers sont délestés de leurs accessoires utilitaires (garde-boues, sonnette, faux réservoir...), et les cyclistes cherchent à améliorer leur performance en descente en expérimentant les cadres les plus solides et les meilleurs systèmes de freins. Gary Fisher ajoute un dérailleur à son modèle de Schwinn Excelsior, lui permettant à la fois de grimper, et d'améliorer les performances en descente.
Fisher, Joe Breeze, Tom Ritchey et Charlie Kelly sont parmi les premiers à construire et commercialiser des vélos spécialement conçus pour la pratique de la montagne, les premiers modèles de vélo tout-terrain. Ces tout premiers modèles sont directement inspirés par les cruisers, moyennant les améliorations apportées lors des Repacks. Le double tube supérieur caractéristique des cruisers disparait également assez rapidement. Les roues de 26 pouces sont en revanche un héritage des cruisers.

### Une nouvelle popularité
À la fin des années 1990, les cruisers retrouvent une certaine popularité de par leur simplicité d'utilisation, leur style, et leur prix, par rapport aux vélo tout-terrain et aux vélo de route. Une relative plus grande légèreté (grâce à des cadres en aluminium), ainsi que le développement de meilleurs systèmes de moyeu à vitesses intégrées, permet ce regain d'intérêt.

## Marques actuelles
Si Schwinn, marque d'origine, est toujours présente sur le marché, d'autres marques ont depuis créé leur gamme et sont bien distribuées partout dans le monde. Certaines enseignes vélo proposent aussi quelquefois dans leur gamme un vélo d'inspiration "beach cruiser".
- marques américaines : Schwinn, Electra, Felt, Nirve
- autres marques : Arcade, Ruff cycles, United Cruiser Buke Bikes Hossegor, KISS eBikes